# Just Like Heaven (film)
Just Like Heaven is een Amerikaanse romantische komedie uit 2005 van Mark Waters met Reese Witherspoon, Mark Ruffalo en Jon Heder; gebaseerd op het boek Et si c'etait vrai van Marc Levy. De film werd behoorlijk ontvangen met een beoordeling van 56% en een bioscoopopbrengst van ruim 76 miljoen euro, waarmee de productiekost bijna dubbel werd terugverdiend.

## Verhaal
Elizabeth Masterson werkt als dokter in een groot ziekenhuis diensten van 26 uur tot ze, net vast benoemd, na een auto-ongeval in een diepe coma valt.
Drie maanden later verhuist David Abbott, een na de dood van zijn vrouw vereenzaamde landschapsarchitect, naar haar appartement. Elizabeth duikt op en maakt hem duidelijk dat zij, en niet hij, de huurder is. David is aanvankelijk verbaasd, onder meer omdat alleen hij Elizabeth kan waarnemen. Ze zien elkaar, maar in het gezelschap van andere mensen lijkt het of David hallucineert en tegen zichzelf praat. Later blijkt dat ook Elizabeths jonge nichtje en een para-astroloog haar kunnen waarnemen, hetzij niet zien.
Samen met David gaat Elizabeth op zoek naar haar vroegere leven. Langzaam maar zeker vallen de puzzelstukjes ineen en komt Elizabeth te weten wat er met haar gebeurd is, en waarom alleen David haar kan zien. Ze komt ook zichzelf tegen; kunstmatig in leven gehouden in het ziekenhuis waar ze ooit werkte. Omdat ze zelf tegen kunstmatige levensverlenging was wordt ze na een tijd afgekoppeld. Een poging om haar zus Abby te overtuigen hiervan af te zien mislukt omdat die Elizabeths laatste wens wil voldoen.
David en Elizabeths, intussen verliefd op elkaar, zijn ten einde raad en besluiten dan maar Elizabeths lichaam uit het ziekenhuis te stelen. David wordt echter tegengehouden door bewakingsagenten. De van machines afgekoppelde Elizabeths sterft bijna, maar ontwaakt dan plots uit haar coma. Ze herkent David echter niet.
Als Elizabeth een tijdje later opnieuw haar appartement betrekt ontdekt ze dat David de daktuin heeft aangelegd die ze altijd al wilde. Op het moment dat hij haar hand aanraakt bij het teruggeven van de sleutel van het appartement komen alle herinneringen terug en kussen ze.

## Rolverdeling
- Mark Ruffalo als David Abbot, de protagonist.
- Reese Witherspoon als Dr. Elizabeth Masterson, de geest.
- Ivana Miličević als Katrina, Davids verleidelijke buurvrouw.
- Jon Heder als Darryl, medium.
- Donal Logue als Jack, Davids vriend en psycholoog van beroep.
- Dina Waters als Abby Brody, Elizabeths jongere zus met twee kinderen.
- Ben Shenkman als Dr. Brett Rushton, Elizabeths collega die haar baan krijgt.
- Rosalind Chao als Dr. Fran Lo, behandelend arts van Elizabeth.
- Caroline Aaron als Grace.
- Alyssa Shafer als Lily Brody, Abby's dochter en Elizabeths nichtje.
- Lily Brody als Zoe Brody, Abby's dochter en Elizabeths nichtje.

## Thematiek
De film behandelt op een lichtvoetige wijze de gevoelige thematiek van kunstmatige levensverlenging, bewust leven in comateuze toestand maar ook de zin en onzin van para-astrologie. Daarnaast wordt ook de vraag van euthanasie bij personen die een bepaalde tijd in comateuze toestand verblijven aan de orde gesteld.